# مركز الفضاء والصواريخ الأمريكي
مركز الفضاء والصواريخ الأمريكي في هانتسفيل، ألاباما، هو متحف تديره حكومة ألاباما. يعرض الصواريخ والإنجازات والتحف الخاصة ببرنامج الفضاء الأمريكي. يوصف أحيانًا بأنه «أكبر متحف فضاء في الأرض». وصف رائد الفضاء أوين جاريوت المكان بأنه «طريقة رائعة للتعرف على الفضاء في مدينة تبنت برنامج الفضاء منذ البداية».
افتتح المركز في عام 1970، بعد هبوط أبولو 12 على سطح القمر مباشرة، وهي ثاني مهمة مأهولة إلى سطح القمر.  يعرض المركز أجهزة برنامج أبولو ويضم أيضًا معارض علمية تفاعلية ومعارض مكوك الفضاء وصواريخ وطائرات للجيش. مع أكثر من 1500 قطعة أثرية لاستكشاف الفضاء والصواريخ الدائمة، بالإضافة إلى العديد من معارض الصواريخ الدوارة والفضاء، يحتل المركز الأرض المنحوتة خارج ريدستون أرسنال بجوار حديقة هنتسفيل النباتية عند مخرج 15 على الطريق السريع 565. يقدم المركز جولات بالحافلة إلى مركز مارشال لرحلات الفضاء القريب التابع لناسا.
يوفر برنامجان للمخيمين للزوار فرصة البقاء على الأرض لمعرفة المزيد عن رحلات الفضاء والطيران.  يقدم معسكر الفضاء الأمريكي عرضًا متعمقًا لبرنامج الفضاء من خلال استخدام المشاركين لأجهزة المحاكاة والمحاضرات والتمارين التدريبية. تقدم لعبة تحدي الطيران طعمًا لتدريب الطيارين العسكريين، بما في ذلك المحاكاة والمحاضرات وتمارين البقاء على قيد الحياة. يوفر كلا المعسكرين برامج تعليمية سكنية ومخيمات نهارية للأطفال والكبار.

## المعارض
يحتوي مركز الفضاء والصواريخ في الولايات المتحدة على إحدى أكثر مجموعات القطع الأثرية الفضائية شمولاً ويعرض أكثر من 1500 قطعة. تشمل العروض الصواريخ والمحركات والمركبات الفضائية وأجهزة المحاكاة والمعارض العملية.
يعرض مركز الفضاء والصواريخ للزوار جهود صناعة الصواريخ الأمريكية من خلال شاشات العرض الداخلية والخارجية، ابتداء من سابقتها Peenemünde مع القنبلة الطائرة الألمانية V-1 وصاروخ V-2، مرورًا بتطور الصواريخ العسكرية الأمريكية، مثل ريدستون ومركبات Jupiter IRBM، ومشتقاتها المدنية مثل Mercury-Redstone وJuno II، حتى صواريخ عائلة ساتورن المدنية، بما في ذلك مركبة الاختبار الديناميكية Saturn I Block 2 المعروضة عموديًا، SA-D5، والتي أصبحت معلمًا محليًا شهيرًا، وكذلك مكوك الفضاء. يجري كذلك عرض مركبة Saturn V Dynamic Test Vehicle، SA-500D، وهي المركبة Saturn V الوحيدة من بين الثلاثة المعروضة التي جرى تجميعها خارج المتحف، في مبنى جديد مصمم خصيصًا للصاروخ تحت اسم Davidson Center for Space Exploration Center.  كان مكوك الفضاء باثفايندر أول مركبة فضائية جرى تصنيعها -وهو نموذج بالحجم الطبيعي مصنوع من الفولاذ والخشب لاختبار المرافق للتعامل لاحقًا مع المركبة الفعلية- وهو الآن موجود فوق خزان خارجي مع تعزيزات صاروخية صلبة مرفقة.
يعرض المركز صواريخ عسكرية مهمة، بما في ذلك ممثلون عن سلسلة بروجيكت نايك، التي شكلت أول دفاع صاروخي باليستي، صاروخ MIM-23 Hawk أرض-جو، هيرميس، صاروخ أرض-أرض مبكر، وصاروخ MGR-1 Honest John والصواريخ النووية المادية وصواريخ باتريوت، التي استخدمت لأول مرة في حرب الخليج عام 1991.
تتضمن مجموعة الصواريخ أيضًا العديد من المحركات. بالإضافة إلى المحركات الأصلية المثبتة على الصواريخ المعروضة، يحتوي المتحف على محركات غير مثبتة على الشاشة، بما في ذلك طائرتا F-1، وهو نوع المحرك العملاق الذي أنتج 1500000 رطل من القوة (6700000 نيوتن) لدفع Saturn Vs بعيدًا عن منصة الإطلاق، ومحرك J-2 الذي شغّل المرحلتين الثانية والثالثة من Saturn V، ومحركات نظام الدفع بالنزول والصعود (DPS / APS) للوحدة القمرية. كما تُعرض المحركات من محرك V-2 إلى NERVA إلى المحرك الرئيسي لمكوك الفضاء.
  يحصل برنامج أبولو على تغطية كاملة في مركز ديفيدسون لاستكشاف الفضاء مع القطع الأثرية التي تحدد مهام أبولو.  عبر رواد الفضاء الممر الأحمر لهيكل الخدمة إلى الغرفة البيضاء، وكلاهما معروض، وتسلقوا في وحدة القيادة فوق ساتورن 5 التي كانت مقصورتهم للرحلة إلى القمر والعودة. تُعرض أيضًا وحدة القيادة أبولو 16، التي دارت حول القمر 64 مرة في عام 1972.  تضمنت وحدة أدوات Saturn V خمسة محركات F-1 في المرحلة الأولى من الصاروخ في أثناء انطلاقه من المنصة. تتعلق العديد من المعروضات بتعقيد وضخامة تلك المرحلة من الرحلة. استخدمت الرحلات القمرية اللاحقة مركبة متجولة على سطح القمر (معروضة بجانب LM). وانتهت الرحلات القمرية القليلة الأولى في منشأة الحجر الصحي المتنقلة (أبولو 12 معروضة) حيث مكث رواد الفضاء لضمان احتواء أي تلوث للقمر بعد تلك المهمة.
يُعرض أيضًا نموذج هندسي جرى ترميمه للسفينة الفضائية سكاي لاب، حيث يُظهر جهود مشروع أبولو.
تساعد أجهزة المحاكاة المختلفة الزائرين على فهم تجربة رحلات الفضاء.  تتيح ميزة Space Shot للراكب تجربة 4gs مثل الإطلاق وانعدام الوزن لمدة 2-3 ثوانٍ.  يوفر مسرّع قوة جي تسارعًا بمقدار 3 جرامات لفترة طويلة من طريق جهاز طرد مركزي. تسلّي العديد من أجهزة المحاكاة الأخرى الزوار وتثقفهم.
تقدم المعارض الأخرى فهمًا عمليًا للمفاهيم المتعلقة بالصواريخ أو الرحلات الفضائية. يوضح الجرس سبب استخدام صاروخ بدلاً من مروحة في فراغ الفضاء. يوفر نفق الرياح للزائرين الفرصة للتعامل مع النموذج لمعرفة كيف تتغير القوى مع اتجاهه، ويظهر معرض ذاكرة زحل القوة الجيروسكوبية (اللازمة للملاحة الصاروخية). يقدم مدربو أبولو للزوار فرصة التسلق.
استُخدمت بعض أجهزة المحاكاة الموجودة في المعرض لتدريب رواد الفضاء.  يُظهر جهاز محاكاة مشروع الزئبق الظروف الضيقة التي عانى منها الأمريكيون الأوائل في الفضاء. يُظهر محاكي الجوزاء للزائرين أماكن الإقامة عندما سافر شخصان معًا إلى الفضاء في أولى المهمات الأمريكية التي تتضمن أنشطة خارج المركبات والالتقاء بالفضاء.
تغطي المعارض أيضًا مستقبل رحلات الفضاء. يُظهر معرضان للمركبة الفضائية أوريون والمركبةَ الفضائية التالية لناسا، ويوضح نموذج الموئل التجاري لشركة Bigelow Aerospace جهود السياحة الفضائية.
يقدم مركز الصواريخ والفضاء جولات بالحافلة في مركز مارشال لرحلات الفضاء. تقدم الجولة إطلالات على جميع المعالم التاريخية الوطنية الأربعة في المركز بما في ذلك التوقف عند معلم اختبار ريدستون، حيث اختُبر صاروخ ريدستون من قبل آلان شيبارد قبل الإطلاق. ومن المحطات المجدولة الأخرى مركز عمليات الحمولة والتكامل، والذي يعمل كمراقبة مهمة لعدد من التجارب. بدأت جولات الحافلات في الأصل في 4 يوليو 1972، ولكن تم تعليقها بعد هجمات 11 سبتمبر في عام 2001. استؤنفت الرحلات في 20 يوليو 2012، وهي الذكرى 43 لهبوط أبولو 11 على سطح القمر، إذ اقتصرت على مواطني الولايات المتحدة بسبب البروتوكول الأمني في تركيب الجيش، وذلك في ريدستون أرسنال، المدينة التي تحتوي على مركز مارشال لرحلات الفضاء.